# Lienden
Lienden és un poble de la província holandesa de Gelderland. Forma part del municipi de Buren i es troba a uns 9 km al sud de Veenendaal.
Lienden va ser un municipi independent fins al 1999, quan es va fusionar amb Buren.

## Història
Va ser esmentada per primera vegada l'any 970 com a Liendna. El nom pot referir-se al til·ler (Tilia), però l'etimologia no està clara. El poble es va originar al llarg de l'Oude Rijn, però el riu es va convertir en no navegable cap al 1200. L'Església Reformada Holandesa es va construir cap al 1400, i la torre data del 1450. El 1840, acollia 829 persones.
A la localitat hi ha el molí fariner De Zwaan que data de 1644. Va ser restaurat els anys 1939-1940 i 1990. El molí de vent és intermedi entre les antigues torres i els molins de pedra posteriors.

## Galeria

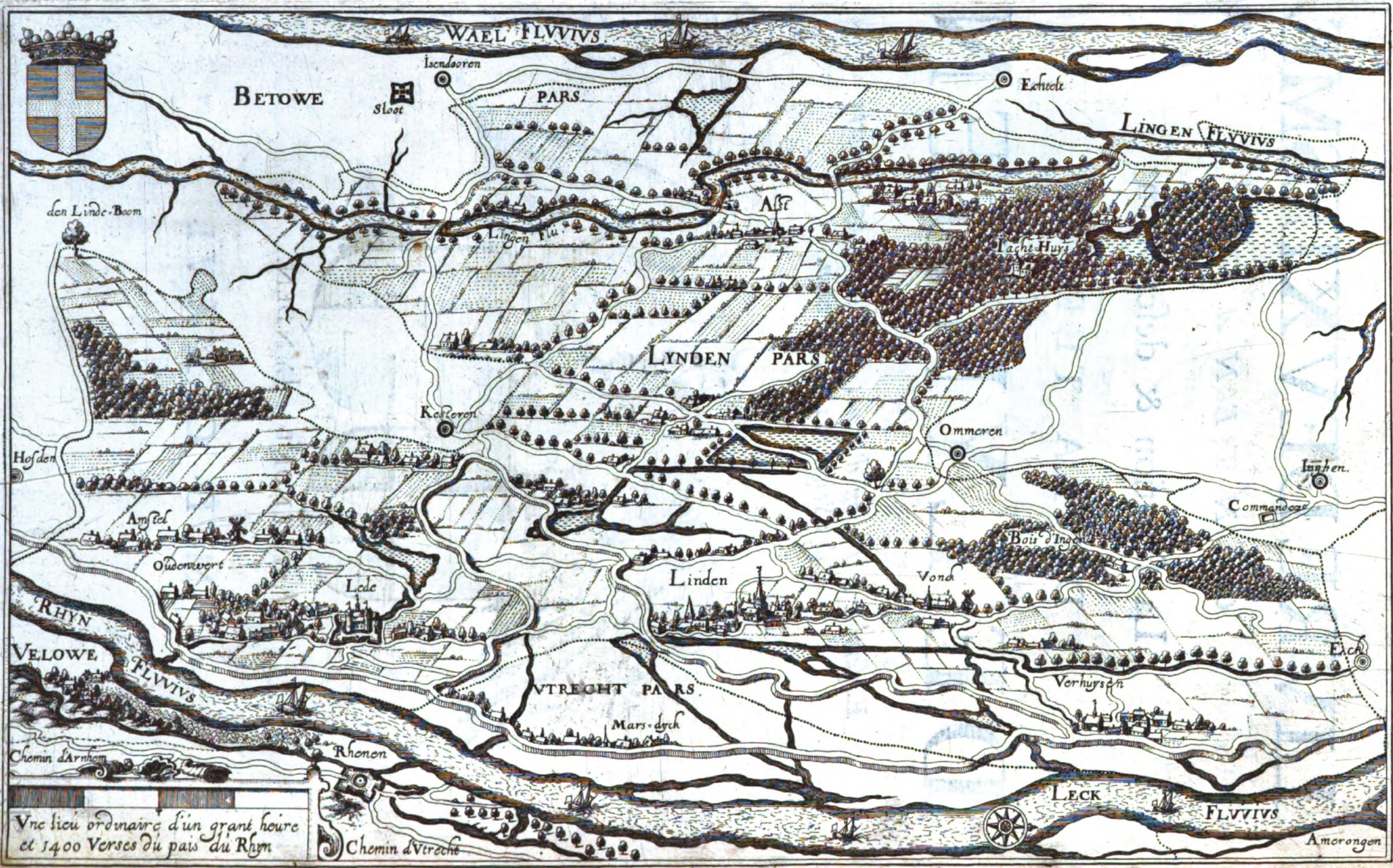
L'heerlijkheid de Lienden el 1626
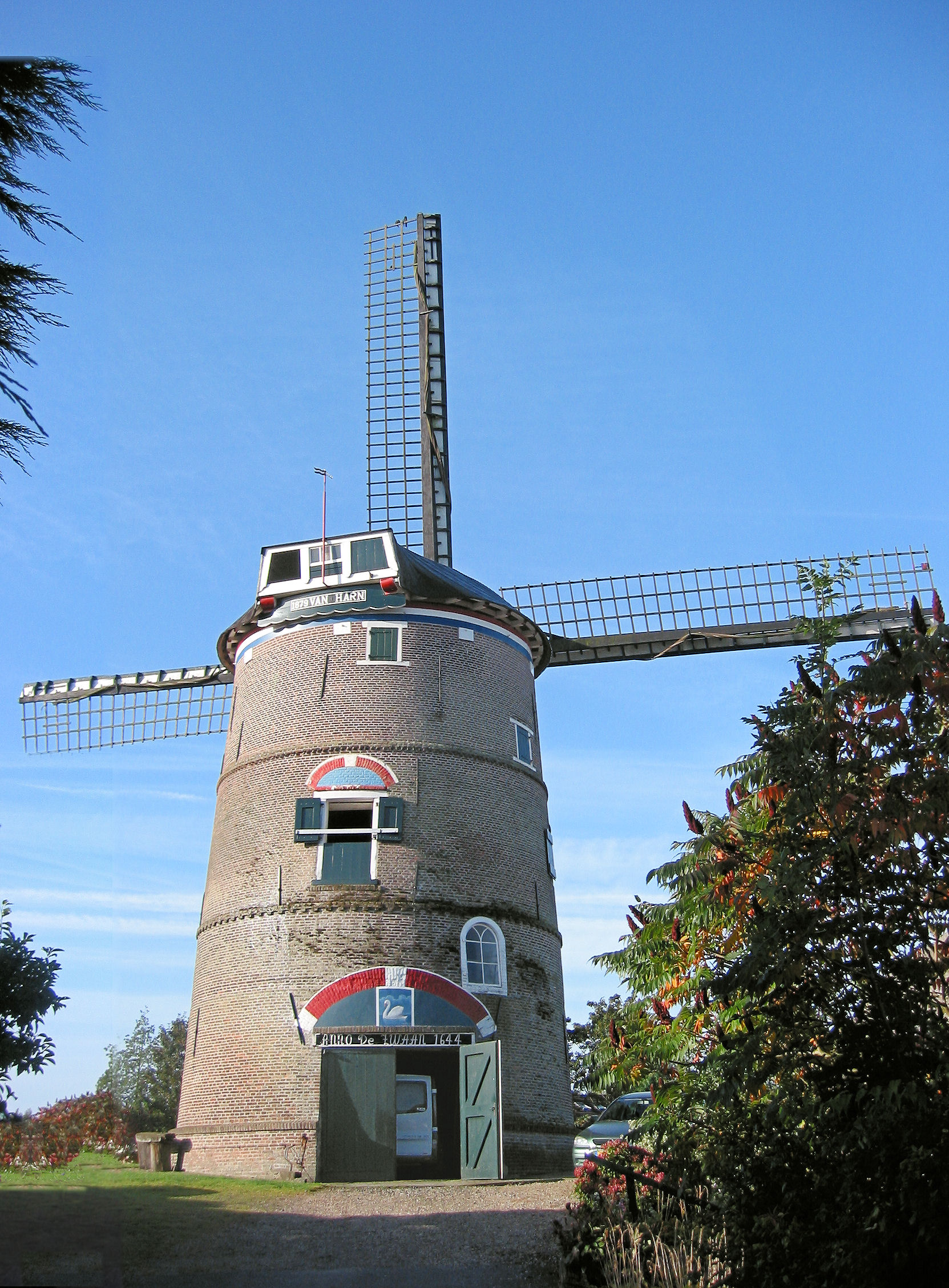
De Zwaan
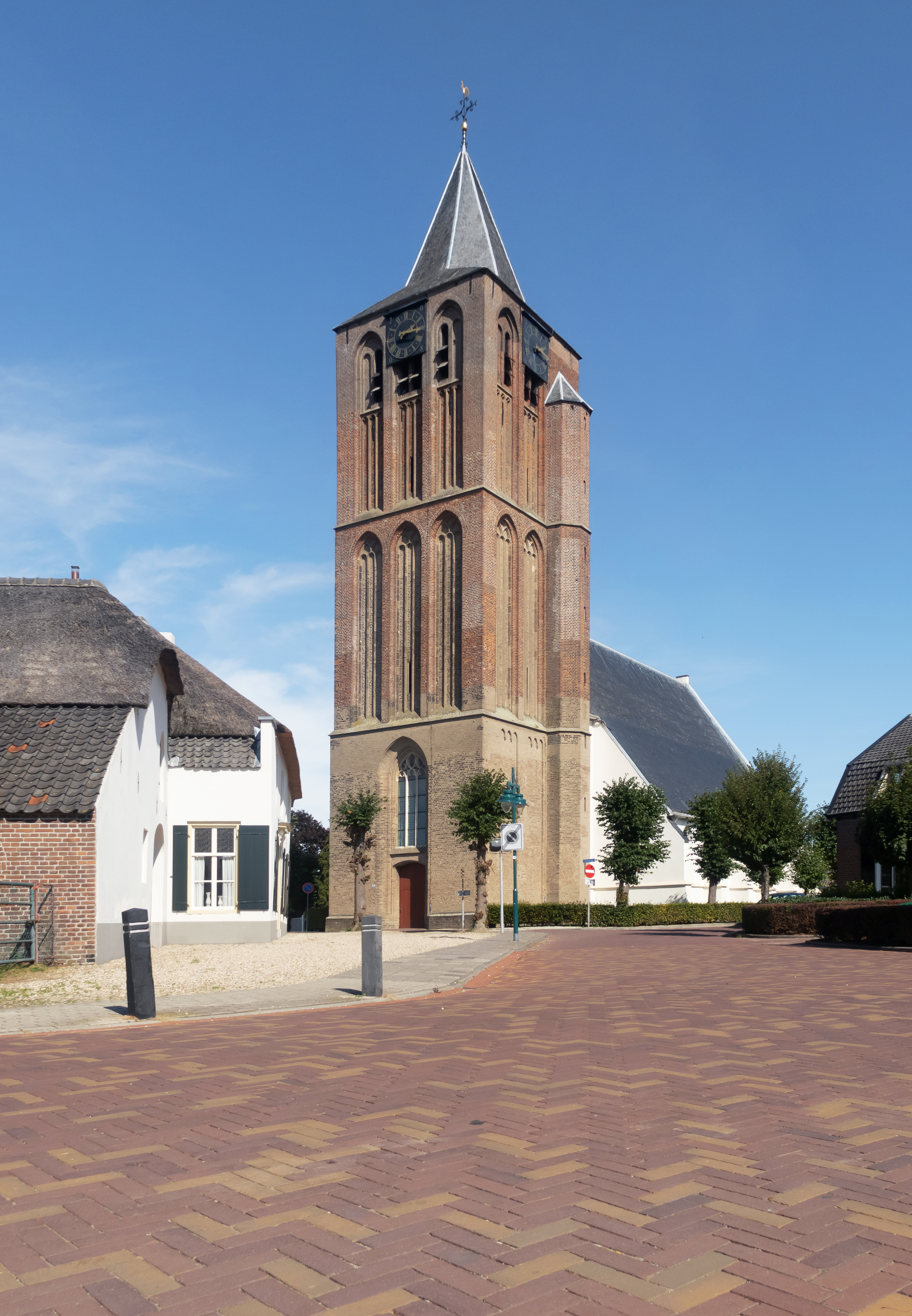
Església: la Mare de Déu
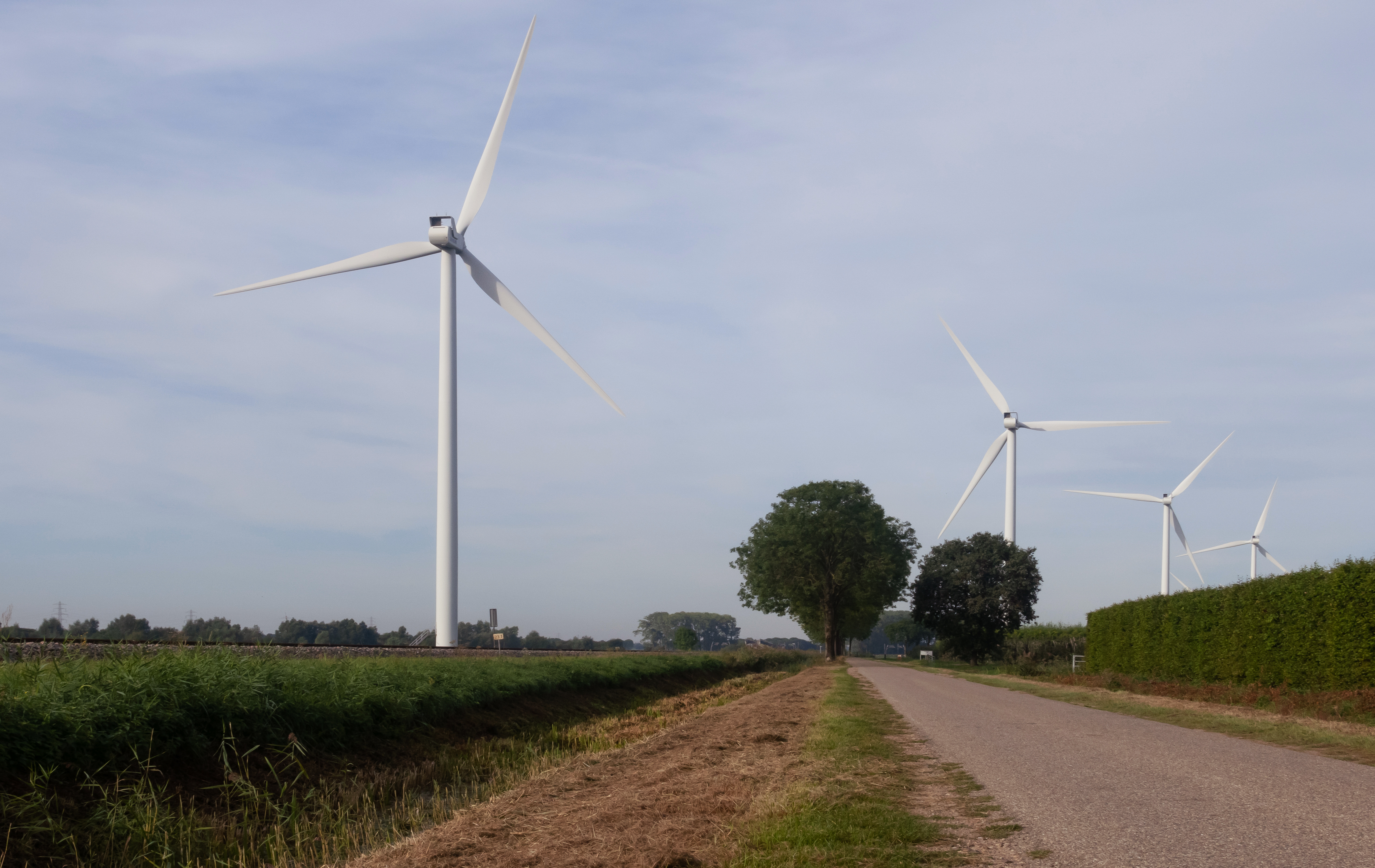
Parc eòlic al Zilverlandseweg